# Triesdorf
Triesdorf is een plaats in de Duitse gemeente Weidenbach (Mittelfranken), deelstaat Beieren.